# الطاقة النووية في إسكتلندا
الطاقة النووية في اسكتلندا هناك محطتان للطاقة النووية في اسكتلندا ويوجد العديد من الغواصات التي تعمل بالطاقة النووية هناك.
تمثل الطاقة النووية لإنتاج الكهرباء حوالي 35 ٪.

## الرأي العام
في عام 2013 خلص استطلاع للطاقة:
أظهر بحث جديد أن احتمال إصابة الأسكتلنديين بقدرة الرياح على الغاز النووي أو الصخر الزيتي أكثر بمرتين عن البلدان التي لا تحتوي محطات نووية.